# Billionaires' Row

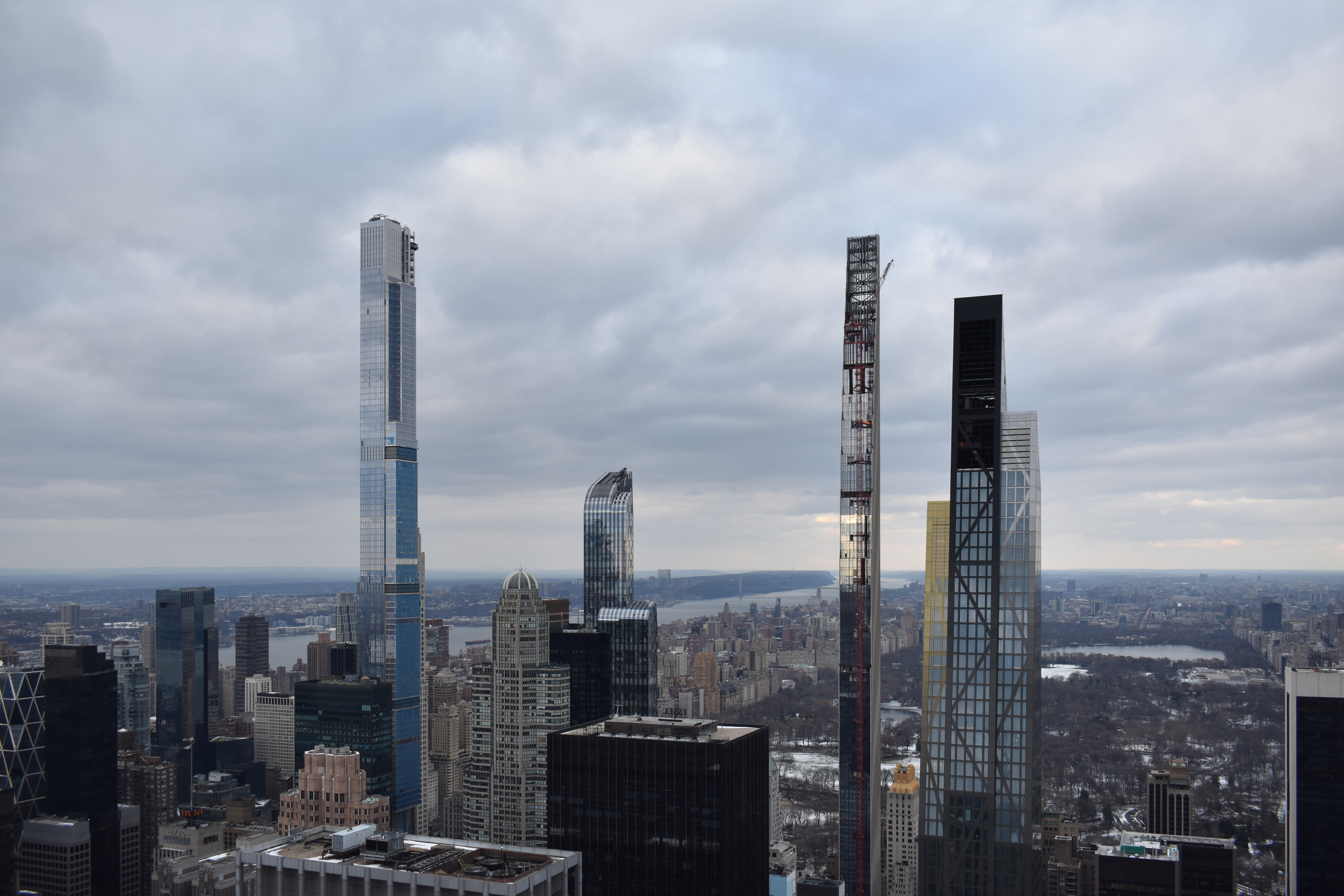
Fem av de åtta skyskrapor som ingår i Billionaires' Row i december 2020. Från vänster 220 Central Park South, 432 Park Avenue (bakom 220 CPS), One57, 111 West 57th Street och 53 West 53.

Billionaires' Row är ett namn för en inofficiell stadsdel, med åtta lyxiga skyskrapor, som ligger söder och sydost om parken Central Park på Manhattan i New York, New York i USA. Fyra av skyskraporna (220 Central Park South, Central Park Tower, One57 och 111 West 57th Street) ligger mellan gatorna 57th Street och 59th Street och huvudlederna Sixth Avenue och Eight Avenue. Två till ligger också vid 57th Street, den ena vid Park Avenue (432 Park Avenue) medan den andra är vid Second Avenue (252 East 57th Street). Den sydligaste ligger vid 53rd Street och mellan Fifth Avenue och Sixth Avenue (53 West 53) medan den nordligaste är vid 60th Street och intill Park Avenue (520 Park Avenue).
År 2019 var gatan, där 220 Central Park South är placerad, den dyraste i staden New York med ett medianpris på 9,8 miljoner amerikanska dollar för en bostad. År 2014 köpte Michael Dell takvåningen i One57 för 100 miljoner dollar, vilket var stadens dyraste bostadsförsäljning vid den tidpunkten. Fem år senare kontrade dock Kenneth C. Griffin och köpte takvåningen i den förstnämnda skyskrapan, för 238 miljoner dollar.
I augusti 2021 rapporterades det om att sju av åtta skyskrapor (ej 252 East 57th Street) hade osålda bostäder som motsvarade 39,7% av det totala bostadsbeståndet för de sju. Den skyskrapa som hade störst osålt bestånd var Central Park Tower, som invigdes sist, med 89% av bostäderna som hade inga ägare. Dock den som ansågs vara den största förloraren var One57 eftersom den invigdes först och hade fortfarande 11% av bostadsbeståndet osålt. Det beräknades att de sju hade totalt 772 bostäder till ett kombinerat värde på mer än 17 miljarder dollar. Enligt vad det rapporterades så gick inte fastighetsbyggarna efter utbud och efterfrågan utan byggde upp skyskraporna först och sen se om det gick att sälja de byggda bostäderna.

## Lista över skyskraporna
| Bild | Namn                   | Topphöjd | Våningar | Invigd | Typ      |
| ---- | ---------------------- | -------- | -------- | ------ | -------- |
|      | One57                  | 306      | 75       | 2014   | Bostäder |
|      | 432 Park Avenue        | 425,5    | 85       | 2015   | Bostäder |
|      | 252 East 57th Street   | 217      | 65       | 2017   | Bostäder |
|      | 520 Park Avenue        | 237,9    | 54       | 2018   | Bostäder |
|      | 53 West 53             | 320,04   | 73       | 2019   | Bostäder |
|      | 220 Central Park South | 290,17   | 70       | 2019   | Bostäder |
|      | Central Park Tower     | 472,44   | 98       | 2020   | Bostäder |
|      | 111 West 57th Street   | 435,3    | 84       | 2021   | Bostäder |